# Santa Maria do Salto
Santa Maria do Salto là một đô thị thuộc bang Minas Gerais, Brasil. Đô thị này có diện tích 442,101 km², dân số năm 2007 là 5724 người, mật độ 12,5 người/km².